# 整额毛刺蟹
整额毛刺蟹为毛刺蟹科毛刺蟹属的动物。在中国大陆，分布于山东等地，生活环境为海水，多生活于沿岸带浅水中。